# Hubert Schiffer
 (juin 2022).
La mise en forme du texte ne suit pas les recommandations de Wikipédia : il faut le « wikifier ».
Les points d'amélioration suivants sont les cas les plus fréquents. Le détail des points à revoir est peut-être précisé sur la page de discussion.
- Les titres sont pré-formatés par le logiciel. Ils ne sont ni en capitales, ni en gras.
- Le texte ne doit pas être écrit en capitales (les noms de famille non plus), ni en gras, ni en italique, ni en « petit »…
- Le gras n'est utilisé que pour surligner le titre de l'article dans l'introduction, une seule fois.
- L'italique est rarement utilisé : mots en langue étrangère, titres d'œuvres, noms de bateaux, etc.
- Les citations ne sont pas en italique mais en corps de texte normal. Elles sont entourées par des guillemets français : « et ».
- Les listes à puces sont à éviter, des paragraphes rédigés étant largement préférés. Les tableaux sont à réserver à la présentation de données structurées (résultats, etc.).
- Les appels de note de bas de page (petits chiffres en exposant, introduits par l'outil «  Source ») sont à placer entre la fin de phrase et le point final[comme ça].
- Les liens internes (vers d'autres articles de Wikipédia) sont à choisir avec parcimonie. Créez des liens vers des articles approfondissant le sujet. Les termes génériques sans rapport avec le sujet sont à éviter, ainsi que les répétitions de liens vers un même terme.
- Les liens externes sont à placer uniquement dans une section « Liens externes », à la fin de l'article. Ces liens sont à choisir avec parcimonie suivant les règles définies. Si un lien sert de source à l'article, son insertion dans le texte est à faire par les notes de bas de page.
- La présentation des références doit suivre les conventions bibliographiques. Il est recommandé d'utiliser les modèles {{Ouvrage}}, {{Chapitre}}, {{Article}}, {{Lien web}} et/ou {{Bibliographie}}. Le mode d'édition visuel peut mettre en forme automatiquement les références.
- Insérer une infobox (cadre d'informations à droite) n'est pas obligatoire pour parachever la mise en page.

Pour une aide détaillée, merci de consulter Aide:Wikification.
Si vous pensez que ces points ont été résolus, vous pouvez retirer ce bandeau et améliorer la mise en forme d'un autre article.
Pour les articles homonymes, voir Schiffer.
Hubert Schiffer (né le 15 juillet 1915 à Gütersloh et mort le 27 mars 1982 à Francfort en Allemagne de l'Ouest) était un jésuite allemand  qui a survécu à la bombe atomique "Little Boy" tombée sur Hiroshima.

## Biographie
Le 6 août 1945, Hubert Schiffer, ainsi qu'un groupe de jésuites missionnaires allemands, furent protégés de toute contamination radioactive et de toute destruction lors du bombardement d'Hiroshima alors que leur maison était à 1 000 mètres du centre de l'explosion.
Selon lui, ils furent protégé par une pratique régulière du rosaire. Ainsi, pour lui, la Sainte-Vierge les aurait protégés de tout effet radioactif à court et long terme au moyen d'un "bouclier de protection". Les scientifiques l'ayant examiné ne l'ont pas rejoint dans son analyse.
Le couvent franciscain Saint Maximilien Kolbe de Nagasaki fut également protégé le 9 août 1945.

### Bombardement d'Hiroshima

#### Localisation
Schiffer était l'un des nombreux prêtres jésuites qui se trouvaient dans leur mission, à moins de 1,5 km de ground zero lorsqu'une explosion s'est produite.
De nombreuses informations sur l'événement indiquent qu'il y avait huit prêtres jésuites (ou missionnaires), à huit pâtés de maisons de Ground Zero,. John Hersey, dans son récit contemporain de 1946  Hiroshima, dénombre quatre prêtres jésuites (père supérieur LaSalle [sic], père Wilhelm Kleinsorge, père Cieslik et père Schiffer) et les situe à "1 300 mètres du centre". Schiffer lui-même désigne quatre prêtres jésuites - "le père Hugo Lassalle, supérieur de toute la mission jésuite au Japon, et les pères Kleinsorge, Cieslik et Schiffer" - et décrit son propre emplacement comme "dans le plus meurtrier" -mile radius. " Schiffer note également le nom de leur église -" l'Assomption de l'Église jésuite de Notre-Dame. "

#### Explosion
Selon le récit de 1946 du prêtre jésuite, le père John Siemes, qui se trouvait à la périphérie de la ville:

« Ils étaient dans leurs chambres à la maison de la paroisse - il était un quart après huit heures, exactement au moment où nous avions entendu l'explosion à Nagatsuke - quand vint la lumière intense et immédiatement après le bruit de briser les fenêtres, les murs et les meubles . Ils étaient couverts d'éclats de verre et de fragments d'épave. Le père Schiffer a été enterré sous une partie d'un mur et a subi une grave blessure à la tête. Le Père Supérieur a reçu la plupart des éclats dans son dos et ses membres inférieurs dont il saignait abondamment. Tout a été jeté dans les chambres elles-mêmes, mais la charpente en bois de la maison est restée intacte. »

Le propre récit de Schiffer décrit l'explosion,:

#### Survivants
Les quatre prêtres jésuites ont survécu à l'explosion,. Les jésuites étaient dans un bâtiment plus fort que la plupart des bâtiments environnants, comme l'ont noté Hersey et Siemes, respectivement,,,. Les survivants déclareront que c'est grâce à la protection divine que ce bâtiment a résisté.
Ils n'étaient pas les seuls survivants proches de Ground Zero; on estime que 14% des personnes se trouvant à 1 km du sol zéro ont survécu à l'explosion. Parmi les autres survivants, dix personnes dans un tramway 750 m de Ground Zero et une femme dans une banque 260 m loin de l'explosion. Mais ces derniers sont morts quelques semaines, mois ou années après, à cause des radiations atomiques. Seuls les quatre prêtres sont morts de vieillesse.

## Analyse
Son cas est semblable à celui de Julia Canny, sœur catholique.

## Publications
- Hubert F. Schiffer, « The Rosary Of Hiroshima », sur Sacred Heart University, 1953
- Hubert F. Schiffer, The Modern Japanese Banking System, New York, University Publishers, 1962 (OCLC 3099323, lire en ligne)

## Source de traduction
- (en) Cet article est partiellement ou en totalité issu de l’article de Wikipédia en anglais intitulé « Hubert Schiffer » (voir la liste des auteurs).